# Загальне правило Лейбніца
Загальне правило Лейбніца — в диференціальному численні, це узагальнення правила добутку для обчислення n-ої похідної. Назване на честь Готфріда Вільгельма Лейбніца.
Воно стверджує, що якщо{\displaystyle f} та {\displaystyle g} є n-раз диференційовними функціями, тоді добуток {\displaystyle fg} також є n-раз диференційовним і n-та похідна рівна
{\displaystyle (fg)^{(n)}=\sum _{k=0}^{n}{n \choose k}f^{(n-k)}g^{(k)},}
де {\displaystyle {n \choose k}={n! \over k!(n-k)!}} — біноміальний коефіцієнт, а {\displaystyle f^{(j)}} позначає j-ту похідну від f (зокрема {\displaystyle f^{(0)}=f}).
Формула доводиться використанням правила добутку та математичної індукції.

## Друга похідна
{\displaystyle (f\cdot g)''=\sum \limits _{k=0}^{2}{{\binom {2}{k}}f^{(2-k)}g^{(k)}}=f''\cdot g+2f'\cdot g'+f\cdot g''}

## Більше двох множників
Формула узагальнюється для m диференційовних функцій f1,...,fm.
{\displaystyle \left(f_{1}f_{2}\cdots f_{m}\right)^{(n)}=\sum _{k_{1}+k_{2}+\cdots +k_{m}=n}{n \choose k_{1},k_{2},\ldots ,k_{m}}\prod _{1\leq t\leq m}f_{t}^{(k_{t})}\,,}
сума береться по всіх m-кортежах (k1,...,km) не від'ємних цілих із {\textstyle \sum _{t=1}^{m}k_{t}=n,} де
{\displaystyle {n \choose k_{1},k_{2},\ldots ,k_{m}}={\frac {n!}{k_{1}!\,k_{2}!\cdots k_{m}!}}}
— мультиноміальні коефіцієнти.

## Доведення
Доведення методом математичної індукції. Для {\displaystyle n=1} формула:
{\displaystyle (fg)'=f'g+fg',}
справедлива, бо є відомим правилом добутку.  Нехай твердження справедливе для деякого {\displaystyle n\geq 1,} тобто
{\displaystyle (fg)^{(n)}=\sum _{k=0}^{n}{\binom {n}{k}}f^{(n-k)}g^{(k)}.}
Тоді,
{\displaystyle {\begin{aligned}(fg)^{(n+1)}&=\left[\sum _{k=0}^{n}{\binom {n}{k}}f^{(n-k)}g^{(k)}\right]'\\&=\sum _{k=0}^{n}{\binom {n}{k}}f^{(n+1-k)}g^{(k)}+\sum _{k=0}^{n}{\binom {n}{k}}f^{(n-k)}g^{(k+1)}\\&=\sum _{k=0}^{n}{\binom {n}{k}}f^{(n+1-k)}g^{(k)}+\sum _{k=1}^{n+1}{\binom {n}{k-1}}f^{(n+1-k)}g^{(k)}\\&={\binom {n}{0}}f^{(n+1)}g^{(0)}+\sum _{k=1}^{n}{\binom {n}{k}}f^{(n+1-k)}g^{(k)}+\sum _{k=1}^{n}{\binom {n}{k-1}}f^{(n+1-k)}g^{(k)}+{\binom {n}{n}}f^{(0)}g^{(n+1)}\\&={\binom {n+1}{0}}f^{(n+1)}g^{(0)}+\left(\sum _{k=1}^{n}\left[{\binom {n}{k-1}}+{\binom {n}{k}}\right]f^{(n+1-k)}g^{(k)}\right)+{\binom {n+1}{n+1}}f^{(0)}g^{(n+1)}\\&={\binom {n+1}{0}}f^{(n+1)}g^{(0)}+\sum _{k=1}^{n}{\binom {n+1}{k}}f^{(n+1-k)}g^{(k)}+{\binom {n+1}{n+1}}f^{(0)}g^{(n+1)}\\&=\sum _{k=0}^{n+1}{\binom {n+1}{k}}f^{(n+1-k)}g^{(k)}.\end{aligned}}}
Тобто твердження справедливе для {\displaystyle n+1}, що і потрібно було довести.

## Для функції багатьох змінних
...